# José Augusto Nogueira Sampaio
José Augusto Nogueira Sampaio (Angra, 11 de Dezembro de 1827 — Angra do Heroísmo, 26 de Julho de 1900) foi médico-cirurgião no Hospital do Santo Espírito e reitor do Liceu Nacional de Angra do Heroísmo, tendo-se distinguido no campo da história natural, com destaque para a botânica e a meteorologia.

## Biografia
José Augusto Nogueira Sampaio nasceu em 11 de dezembro de 1827 em Angra do Heroísmo, na ilha Terceira, Arquipélago dos Açores, filho de Manuel Gomes de Sampaio, cirurgião-de-brigada veterano da Guerra Peninsular e facultativo do Hospital do Santo Espírito de Angra do Heroísmo, e de Guilhermina Cândida Nogueira Sampaio. O tio materno, dr. Rodrigo Zagalo Nogueira, viria a ser também médico no Hospital do Santo Espírito e uma das personalidades mais influentes na sociedade angrense do tempo.
Nascido no seio de uma família privilegiada e influente, o pai foi participante activo nos eventos que se seguiram à revolta liberal de Angra de 22 de junho de 1828, sendo depois cirurgião do Batalhão de Caçadores n.º 5 durante a Guerra Civil. Apesar do pai ter continuado o seu percurso militar integrando o Exército Libertador, a família permaneceu em Angra, onde o jovem José Augusto foi discípulo do padre Jerónimo Emiliano de Andrade e do deão Narciso António  da Fonseca durante os estudos secundários.
Em 1843, aos 15 anos de idade, partiu para Coimbra para realizar os estudos preparatórios para a entrada no curso de Medicina. Naquela cidade matriculou-se no curso preparatório para ingresso na Faculdade de Medicina, que concluiu, fazendo o acto nas Faculdades de História e Filosofia em Outubro de 1846. Contudo, a Universidade de Coimbra atravessava então tempos conturbados, pois tinham sido suspensas as aulas em 1844 numa luta universitária contra o governo de Costa Cabral, o que voltou a acontecer em 1846, quando se preparava para iniciar o curso, devido aos acontecimentos políticos que redundaram na Revolução da Maria da Fonte e na Patuleia.
Interrompidas as aulas da Universidade e receando a família a continuação do movimento revolucionário, em 1847 Nogueira Sampaio partiu para a Bélgica onde se matriculou no curso de Medicina da Universidade Católica de Lovaina, curso que o seu tio materno, o dr. Rodrigo Zagalo Nogueira, também havia frequentado e concluído em 1840.
Em Louvain foi discípulo de professores como Pierre Joseph van Beneden, Theodor Schwann, Eugène Hubert e Etienne-Michel van Kempen, obtendo excelentes classificações. Este sucesso académico permitiu que fosse interno na maternidade do hospital universitário (Hôpital universitaire de Leuven) e que nele tivesse praticado clínica médica e clínica cirúrgica.
Concluiu a formatura em 1850 defendendo teses publicas, em cujo acto foi aprovado por aclamação (stante pede), ficando graduado com o título de maior distinção com direito a diploma especial além da sua carta de formatura, a qual foi referendada pelo embaixador português em Bruxelas.
Nesse mesmo ano deslocou-se para Lisboa e requereu na Escola Médico-Cirúrgica de Lisboa o exame de habilitação para exercer clínica médica em Portugal. Devendo este exame durar oito dias, foi plenamente aprovado no fim de quatro, obtendo o necessário diploma.
Regressou em dezembro de 1850 à ilha Terceira, fixando residência em Angra do Heroísmo. Casou naquela cidade a 8 de fevereiro de 1851 com Emília Augusta da Silva Carvalho e em 1852, com apenas 25 anos de idade, foi nomeado cirurgião efectivo do Hospital de Santo Espírito da Santa Casa da Misericórdia de Angra do Heroísmo, onde trabalharia até 1888. Em 1857 foi nomeado ainda médico do partido municipal, cargo que exerceu até 1896. Por carta régia de 30 de julho de 1877 foi também nomeado guarda-mor e delegado de saúde em Angra do Heroísmo.
No exercício das suas funções como guarda-mor de saúde e delegado de saúde coordenou o combateu várias epidemias e prestou apoio aos corpos militares aquartelados em Angra do Heroísmo, tendo sido nomeado cirurgião-ajudante dos corpos do Exército em 1856. Pela sua acção no controlo de uma persistente epidemia de febre tifóide que grassava entre os militares aquartelados na Fortaleza de São João Baptista, em 1874 foi agraciado com o título de cirurgião-mor honorário dos corpos do Exército.
Em 1857 foi nomeado professor proprietário da cadeira de Física e Química do Liceu Nacional de Angra do Heroísmo, função que exerceu ininterruptamente até 1896. Foi reitor daquele Liceu entre 1884 e 1895. Muito louvado como professor liceal, dedicou-se à história natural, tendo fundado em 1857 um posto meteorológico anexo ao Liceu, então a funcionar no extinto Convento de São Francisco de Angra, no qual realizava as suas observações meteorológicas. O posto foi pioneiro na moderna meteorologia nos Açores e um dos primeiros do país.
O posto meteorológico do Liceu foi autonomizado em 1860, passando a ser o  Posto Meteorológico de Angra do Heroísmo, e foi dotado de novos equipamentos de observação e instalado sobre uma das torres sineiras da Igreja do Colégio de Angra. José Augusto Nogueira Sampaio foi então nomeado director do Posto Meteorológico, cargo que exerceu até 1897. A suas observações, pioneiras no Atlântico Nordeste, foram muito apreciados pelos observatórios europeus e norte-americanos, com destaque para o observatórios de Utrecht, nos Países Baixos, com o qual o posto de Angra manteve importante colaboração.
Interessado por todos os ramos da história natural, foi um estudioso da fauna, da flora e da mineralogia da ilha Terceira, tendo os seus estudos sido incluídos na obra Memória sobre a Ilha Terceira, publicada em 1904 pelo seu filho, Alfredo da Silva Sampaio. Era adepto convicto das teorias de Charles Darwin sobre a origem das espécies e de Herbert Spencer sobre o conceito de evolução aplicado a todos os níveis da actividade humana, tendo sustentado na imprensa local uma interessante polémica com elementos do clero sobre o evolucionismo.
Para além da meteorologia o outro ramo da história natural a que mais se dedicou foi a botânica, tendo colectado um importante herbário. Esse herbário serviu de apoio a diversas expedições científicas que passaram pela ilha na segunda metade do século XIX, com destaque para os trabalhos de William Trelease que refere elogiosamente os trabalhos de Sampio no seu relatório.
Ainda no campo das ciências, estudou a infestação dos laranjais da ilha pela espécie de cochonilha Coccus hesperidum, praga que na década de 1850 devastou quase por completo a produção de laranjas na ilha, ao tempo a mais lucrativa cultura de exportação. O relatório que produziu sobre o assunto foi publicado na revista O Panorama, o jornal litterário e instructivo da Sociedade Propagadora dos Conhecimentos Úteis.
Também foi pioneiro na análise química das águas minerais da Serreta, obtendo em 1856 a primeira caracterização química da Água Azeda da Serreta. Em resultado desse trabalho, a Sociedade Pharmaceutica Lusitana conferiu-lhe o diploma de sócio correspondente.
Na vida politico-administrativa, foi vereador da Câmara Municipal de Angra do Heroísmo no biénio de 1852-1854 e várias vezes nomeado procurador à Junta Geral do Distrito de Angra do Heroísmo. Era militante destacado do Partido Progressista, ao tempo liderado por Teotónio de Ornelas Bruges, o 1.º conde da Praia. Foi presidente do Centro Regenerador da Ilha Terceira.
Rico proprietário (era um dos 40 maiores contribuintes do Distrito de Angra do Heroísmo em 1896), foi membro fundador da Sociedade Agrícola de Angra do Heroísmo. Como dirigente da Sociedade Agrícola organizou, em colaboração com o Conde da Praia e João Marcelino de Mesquita, a primeira exposição agro-industrial que se realizou em Angra.
Foi ainda sócio da Sociedade das Ciências Médicas de Lisboa, da Real Associação dos Arquitetos Civis e Arqueólogos Portugueses, da Sociedade de Geografia de Lisboa, da Sociedade Farmacêutica Lusitana e da Société académique indo-chinoise de Paris.
Era cavaleiro da Ordem de Nossa Senhora da Conceição de Vila Viçosa, por carta régia de 9 de outubro de 1866, e comendador da Ordem Militar de Cristo, por decreto de 30 de outubro de 1867.
José Augusto Nogueira Sampaio foi pai do jornalista e poeta José Sampaio, do também médico Alfredo da Silva Sampaio e de Alfredo Sampaio (filho natural, nascido da relação com Isabel Mariana Constantina), militar e governador civil interino do Distrito da Horta.
Faleceu a 26 de julho de 1900, em Angra do Heroísmo.

## Obras publicadas
Entre outras, na sua maioria dispersas pela imprensa periódica da época, é autor das seguintes publicações:
- Dissertação sobre o aborto médico provocado. Angra do Heroísmo, Tip. M. J. P. Leal, 1856;
- A Vida. Porto, 1894;
- Oração escolar na abertura solene das aulas do Liceu Nacional de Angra do Heroísmo no ano lectivo de 1892 a 1893, pelo Reitor. Angra do Heroísmo, Tipografia Minerva da Livraria Religiosa, 1892;
- Exame crítico da refutação que o Ex.mo Senhor Cónego António Maria Ferreira fez do curso intitulado «A vida». Angra do Heroísmo, Imprensa Municipal, 1894;
- Discurso comemorativo do primeiro de Dezembro de 1640, pronunciado na abertura do sarau literário realizado no Liceu Nacional de Angra do Heroísmo na noite de 1 de Dezembro de 1893. Angra do Heroísmo, Imprensa Municipal, 1894;
- «Flora da ilha Terceira - Catálogo». Angra do Heroísmo, Imprensa Municipal de Angra (incorporado na Memória sobre a Ilha Terceira, da autoria do seu filho, Alfredo da Silva Sampaio). Angra do Heroísmo, Imprensa Municipal, 1904.
- «Notícia sobre a Igreja do Real Colégio dos Jesuítas de Angra do Heroísmo - ilha Terceira, Açores» in Boletim de Architetura e de Archeologia da Real Associação dos Architectos Civis e Archeologos Portugueses, tomo 8 (3.ª série, 1899), vol. 5/6, pp. 79-82. Lisboa, 1899.